# 石田燿子のHYPER ANISON WEB♪
『石田燿子のHYPER ANISON WEB♪』（いしだようこのハイパーアニソンウェブ）は、石田燿子がパーソナリティーのインターネットラジオ番組。

## パーソナリティー
- 石田燿子
- ぷちでぃーば（松濤アクターズギムナジウム学生3人＜交代制＞／コーナー担当）
  - 第8回配信分から武石あゆ実、妻鹿綾子、林奈々子、岩本小百合の4人でメンバー固定。

## 配信曜日など
- 放送期間：2006年4月28日 - 2006年10月27日
- 配信サイト：音泉
- 配信日：隔週金曜日
- スポンサー：ジェネオン エンタテインメント・松濤アクターズギムナジウム・Hyper Voice Managements

## コーナー
ふつおた
6つのエピソード
リスナーから募集したお題をサイコロに貼り付けて、出たものに関するエピソードを披露するコーナー（いわゆる「サイコロトーク」）。お題には略称を併記することが推奨されている。
ぷちでぃーばのミッションサプライズ
燿子の一口スラング
エンディング後のミニコーナー。石田が英語のスラングをひとつ紹介する。

## ゲスト
- #2（2006年5月12日）井上喜久子
- #3（2006年5月26日）奥井雅美
- #4（2006年6月9日）aya（LOVERIN TAMBURIN）
- #6（2006年7月7日）五條真由美
- #7（2006年7月21日）合田浩章
- #8（2006年8月4日）冬馬由美
- #11（2006年9月15日）大藤史
- #12（2006年9月29日）桃井はるこ
- #13（2006年10月13日）真部幸代・金綱よしみ
- #14（2006年10月27日）松澤由美